# پنسهرست، نیو ساوت ولز
پنسهرست (به انگلیسی: Penshurst) یک حومه شهر در استرالیا است که در نیو ساوت ولز واقع شده‌است. این حومه در جنوب سیدنی است. پنسهرست واقع در ۱۷ کیلومتری جنوب از مرکز کسب و کار مرکزی سیدنی و بخشی از منطقه سنت جورج است.